# Жан III, герцог Брабанту
Жан III (*Jean III, 1300 — 5 грудня 1355) — 7-й герцог Брабанту, Лімбургу і маркграф Антверпену в 1312—1355 роках.

## Життєпис
Походив з Лувенського (Брабантського) дому. Син Жана II Мирного, герцога Брабанту і Лімбургу, та Маргарити (доньки англійського короля Едуарда I). Народився у 1300 році в Брюсселі. 1311 року оженився на представниці впливового роду Евре, родичів королівської династії Капетів.
1312 року після смерті батька стає новим правителем Брабанту і Лімбургу. Втім з огляду на молодий вік керувала фактично його мати та її радники. Останнім довелося боротися з проблемами, тому що брабантські товари за кордоном вилучалися через борги герцогів Жана I і Жана II. Водночас знать, духівництво та містяни, що ще у 1312 році (в рік смерті Жана II) домоглися ухвалення Хартії Кортенберга (поклала основу утворення Штатів Брабанту (представницького органу), де вперше окрім аристократії та вищого духівництво могли бути представлені міста), домогалися участі в регентстві. Втім радники герцога Жана III деякий час не зважати на Хартію. Зрештою в обмін на дотримання Хартії були взяті під опіку герцогські фінанси і надані нові привілеї в Брабанті, а також герцогські радники зобов'язувалися сплатити борги.
Під тиском міст 1316 року герцог вступив у конфлікт з французьким королем Людовиком X, який домагався припинення торгівлі Брабанту з Фландрією, що протирічило інтересам брабантського і антверпенського бюргерства, через чиї міста здійснювалася морська торгівля. У відповідь Людовиком X було заборонено французьку торгівлю з Брабантом. 1315 року Жан III допоміг Адольфу дела Марку, єпископу Льєжа, придушити повстання проти нього.
Протягом 1320 — 1-ї половини 1330-х років знову вступив конфлікт з Францією, особливо після вторгнення військ французів до Фландрії у 1325 році. 1327 року ігнорував заклик імператора Людовика IV щодо приєднання до військ Священної Римської імперії в поході до Італії. Цим продовжено політику попередників на встановлення фактичної незалежності Брабанту.
1331 року до Жана III прибув Роберт ІІІ, граф Артуа, позбавлений свого володіння. У відповідь король Франції Філіпп VI у 1332 році уклав антибрабантський союз з Валераном Юліхським, архієпископом Кельнським, Рено II, графом Гельдерна, Вільгельмом V, графом Юліха. З огляду на потужну коаліцію Жан III зрештою відмовився від допомоги Роберту де Артуа, уклав з французьким королем договір в Комп'єні, де визнав себе його васалом. Натомість отримав феод вартістю 2000 ліврів. Але Юліх, Гельдерн і Кельн у 1333 році виступили проти герцога. Лише за втручання короля Франції у 1334 році було укладено мирний договір в Ам'єні, за яким Брабант поступався на користь Гельдерну місто тіл та 2 селами. 1335 року помирає дружина герцога Брабантського.
На початку Сторічної війни у 1337 році Жан III встав на сторону Англії і супроводжував короля Едуарда III в військових діях (насамперед завдяки обіцянки англійського короля надати субсидію у 60 тис. фунтів стерлінгів). 1338 року англійські війська висадилися в Антверпені і з Брабанту здійснили декілька походів, спустошуючи північну Францію. У відповідь король Філіп VI конфіскував майно Жана III у Франції, а в Брюсселі спровокував повстання проти герцога. Жан III швидко придушив заколот.
З 1340 року внаслідок відсутності фінансування відійшов від союзуз Англією. Після цього став розмірковувати про укладання союзу з Францією, планував одружитися з дочкою французького короля. Перемовини почалися у 1345 році, а у 1347 року в Сен-Кветині було укладено союз Брабанту і Франції.
1350 року спровокував гоніння на жидів. 1351 року уклав мирний договір з архієпископством Кельнським, містами Кельн і Аахен, яким гарантував мирний прохід торговельних суден річкою Маас.
Оскільки на момент смерті Жана III в 1355 році у нього не залишилося жодного спадкоємця чоловічої статі, володіння успадкувала його старша донька Жанна. Герцог був похований в церкві цистерціанського абатства Віллер-ан-Брабант. Після смерті почалася війна за брабантську спадщину між донькою Жанною і зятем Людовиком II, графом Фландським.

## Родина
Дружина — Марія, донька графа Людовіка де Евре
Діти:
- Жанна (1322—1406), дружина: 1) Вільгельма II, графа Ено; 2) Венцеля I, герцога Люксембургу
- Маргарита (1323—1368), дружина Людовика II. графа Фландрії
- Марія (1325—1399), дружина Рейнальда III, герцога Гелдерну
- Жан (1327—1335/1336)
- Генріх (д/н—1349)
- Готфрід (д/н—1352)

1 бастард